# Anthericopsis sepalosa
Anthericopsis sepalosa (C.B.Clarke) Engl. – gatunek rośliny z monotypowego rodzaju Anthericopsis Engl. z rodziny komelinowatych. Występuje we wschodniej Afryce: Etiopii, Kenii, Malawi, Mozambiku, Somalii, Tanzanii, Zambii i Zairze, gdzie zasiedla formacje trawiaste i zaroślowe.
Nazwa naukowa rodzaju oznacza „podobny do Anthericum”.

## Morfologia
PokrójWieloletnie rośliny zielne, nagie.
PędyJajowate do elipsoidalnych bulwy, o wymiarach 0,7–2×0,4–1 cm, okryte twardą, skorupiastą okrywą, wyrastające na końcach cienkich, drutowatych korzeni.
LiścieUlistnienie skrętoległe. Liście odziomkowe zebrane w różyczkę liściową. Blaszki liściowe siedzące, jajowate do lancetowato-podługowatych lub podługowato-eliptycznych, o wymiarach 4–31x1,2–3,5(–5,5) cm, o wierzchołkach ostrych do zaostrzonych.
KwiatyZebrane w kwiatostan, niemal siedzący przy pierwszym kwitnieniu rośliny, potem wyrastający na długiej szypule, osiągającej wysokość 6–20(–38) cm w czasie owocowania. Wsparty 1 lub 2 siedzącymi, ściśniętymi dwurzędkami na szczycie szypuły. Podsadki i przysadki zielne, długości 0,7–5 cm. Kwiaty szypułkowe, obupłciowe, promieniste, szerokości ok. 2,5 cm. Szypułki o długości 1–4(–5,5) cm. Trzy listki zewnętrznego okółka okwiatu wolne, jednej wielkości, równowąsko-lancetowate do lancetowatych lub lancetowato-eliptycznych, długości (10–)15–25 mm. Trzy listki wewnętrznego okółka okwiatu wolne, eliptyczne, wielkości ok. 15–25x13–18 mm, białe do bladoróżowych lub fiołkoworóżowych, rzadko niebieskawych. Trzy prątniczki nadległe listkom wewnętrznego okółka, o nitkach nagich, długości 2 mm, i główkach małych, wielkości 1 mm, nieklapowanych. Trzy pręciki nadległe listkom zewnętrznego okółka, o nitkach nagich, długości 3–6 mm, i główkach równowąsko-podługowatych, długości 3–5 mm, żółtych, osadzonych u nasady, pękających do wewnątrz. Zalążnia trójkomorowa, długości 2,5–4 mm. Szyjka słupka niemal prosta, długości 3–4,5 mm.
OwoceBrązowe, podługowato-lancetowate do równowąsko-podługowatych, trójkomorowe torebki długości 20–35 mm i średnicy 2–4 mm, zawierające od 8 do 12 nasion. Nasiona bocznie podługowate, długości ok. 1 mm, szerokości 1,5–3 mm, o łupinie gładkiej, brązowej do szarej.
GenetykaLiczba chromosomów 2n = 14.

## Systematyka
Pozycja systematycznaGatunek z monotypowego rodzaju Anthericopsis, zaliczanego do plemienia Commelineae, w podrodzinie Commelinoideae w rodzinie komelinowatych (Commelinaceae).